# Pachycephalosauridae

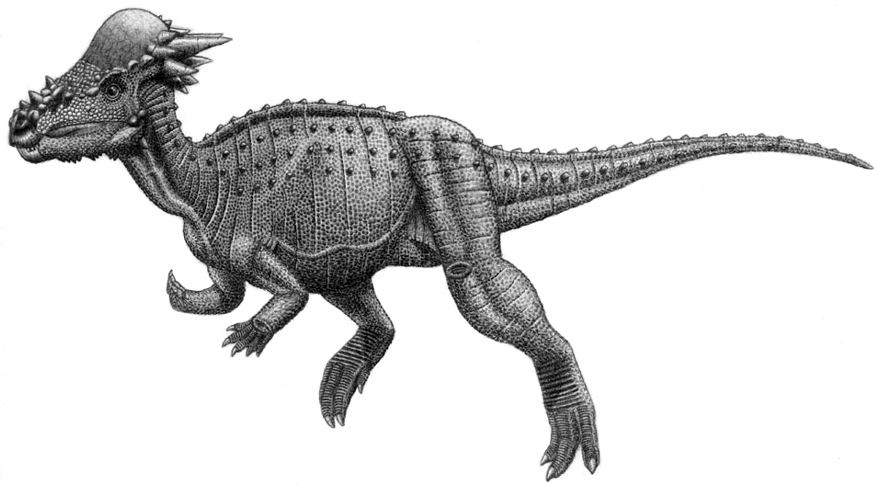
Stygimoloch, een typische pachycephalosauride

De Pachycephalosauridae zijn een groep dinosauriërs behorend tot de Pachycephalosauria
Een familie Pachycephalosauridae werd in 1945 benoemd door Charles Motram Sternberg voor een groep dieren waarvoor wij tegenwoordig de naam Pachycephalosauria gebruiken, en waartoe ook Pachycephalosaurus behoorde. 
In 1998 werd er voor het eerst een klade Pachycephalosauridae gedefinieerd door Paul Sereno: de groep bestaande uit de laatste gemeenschappelijke voorouder van Stegoceras en Pachycephalosaurus en al zijn nakomelingen. In 2005 verfijnde Sereno zijn definitie door ook de soortaanduidingen te geven: Stegoceras validum (Lambe 1918) — sic: moet zijn: (Lambe 1902) zoals Sereno zelf aangeeft — en Pachycephalosaurus wyomingensis (Gilmore 1931).
De groep bestaat uit kleine tot middelgrote planteneters uit het Campanien tot laatste Maastrichtien (84 tot 65 miljoen jaar geleden) van Azië en Noord-Amerika. Alle bekende vormen waren voor zover bekend tweevoeters en bezaten een verdikt schedeldak en brede romp en staartbasis.
Mogelijke soorten zijn:
- Alaskacephale
- Colepiocephale
- Goyocephale
- Hanssuesia
- Homalocephale
- Prenocephale
- Sphaerotholus
- Stegoceras
- Ornatotholus
- Tylocephale
- Dracorex
- Pachycephalosaurus
- Stygimoloch